# فادا، چاد
فادا (به انگلیسی: Chad) شهری در کشور چاد و مرکز منطقه اندی غربی است. این شهر در سال ۲۰۰۹ میلادی ۱۵٬۷۰۳ نفر جمعیت داشته‌است.,